# Furia assassina
Furia assassina (Evil Laugh) è un film statunitense del 1986 diretto da Dominick Brascia.

## Trama
Un vecchio orfanotrofio è stato appena ricostruito dopo essere stato misteriosamente raso al suolo oltre dieci anni fa a seguito di accuse di molestie su minori e abusi da parte di Martin, il cui padre si suicidò per la vergogna. Non potendo dimostrare la sua innocenza, egli subì un crollo psicotico che successivamente lo portò alla sistematica macellazione degli occupanti, bambini compresi, in particolare i suoi accusatori, prima di perire nel rogo che seguì. Ora un gruppo di studenti è presente sul posto in compagnia di un medico apparentemente benevolo, Jerry, che intende trasformare l'ex-orfanotrofio in una casa-famiglia. Ma ben presto questi viene ucciso in segreto da un intruso, che è ancora in agguato nelle vicinanze. Connie (ex-fidanzata di Jerry), Barney e i loro compagni assortiti, Mark, Johnny, Tina, e la coppia snob Sammy e Betty, dovranno tentare di fuggire dall'edificio, evitando questo misterioso individuo dalla risata diabolica.

## Produzione
Protagonista della pellicola è la futura pornostar Ashlyn Gere.